# Gustav Flatow
Gustav Felix Flatow (født 7. januar 1875 i Berent i Vestpreussen, død 29. januar 1945 i Theresienstadt) var en tysk sportsmand, som deltog i gymnastik ved de første olympiske lege i moderne tid i 1896 i Athen.
Flatow dyrkede flere forskellige sportsgrene, men især gymnastik og cykelløb. Han deltog i lighed med sin ældre fætter, Alfred Flatow i en række gymnastikdiscipliner ved OL i 1896; han var også tilmeldt i to atletikdiscipliner, men stillede ikke til start i dem. I gymnastik deltog han individuelt i øvelserne reck, barre, spring over hest, bensving og ringe, men opnåede ikke nogen podieresultater (kun placeringerne for de to bedste i hver disciplin er registreret). Til gengæld var han med til at blive mester i holdkonkurrencerne i henholdsvis barre, hvor der ud over det tyske hold deltog to græske hold, samt i reck, hvor Tyskland var eneste deltager.
I lighed med de fleste af sine landsmænd blev Flatow efter legene ekskluderet af det tyske gymnastikforbund, der ikke billigede internationalt samarbejde på den tid.
Han deltog også i Sommer-OL 1900 i Paris, hvor han stillede op i gymnastikkens mangekamp, hvor han med 204 point endte på en delt 102. plads.
Som jøde mærkede Gustav Flatow jødeforfølgelserne i Tyskland efter NSDAP's magtovertagelse i 1933, og han flyttede derpå til Holland. Efter den tyske besættelse af Holland blev jøderne også her forfulgt, men Flatow blev længe ikke bemærket af besætterne, men nytårsaften 1943 blev han arresteret af tyskerne og deporteret til koncentrationslejren Theresienstadt, trods flere hollandske og tyske gymnasters appeller om at lade ham slippe. Han døde i lejren lidt over et år senere. På den måde led han en skæbne nogenlunde lige som sin mere berømte fætter, der også endte sit liv i Theresienstadt.
I 1987 indstiftede det tyske gymnastikforbund Flatowmedaljen til minde om de to fætre; medaljen gives til en gymnast, der yder en fremragende indsats i mangekamp.